# Lampona superbus
Lampona superbus is een spinnensoort uit de familie Lamponidae. De soort komt voor in Queensland.